# Ољокмински рејон
Ољокмински рејон или Ољокмински улус (рус. Олёкминский район) је један од 34 рејона Републике Јакутије у Руској Федерацији. Налази се на југозападу Јакутије и заузима 166.700 км². Административни центар рејона је насеље Ољокминск (рус. Олёкминск) и од Јакутска, главног града Јакутије, удаљен је 651 км. Кроз рејон протиче ријека Лена, а њена главна притока је Ољокма. 
Укупан број становника рејона је 24.826 (2010).
Већину становништва чине Руси и Јакути, те мањи број Евенки, Татари, Евени и Украјинци.